# Distance (宇多田光專輯)
《Distance》（發行時台譯為「零。 距離」）是日本創作歌手宇多田光第2張音樂專輯，於2001年3月28日由東芝EMI發行，首週銷量300萬張，創下日本音樂史上最高首周銷售紀錄，同時亦為2001年度銷量冠軍，目前銷量447萬張。曾是世界首週總銷量最高的專輯，14年後才由英國歌手愛黛兒於2015年發行的英文專輯《25》打破，現為世界第二、亞洲第一的全球首週總銷量最高專輯。
《Distance》是日本跨入21世紀後的最高銷量專輯、以及歷代第二高銷量的原創專輯，僅次於專輯前作《First Love》。日本史上總銷量綜合排名則為第四。

## 概要
- 本作是她第一張沒有間奏的專輯。
- 專題中"Can You Keep A Secret?"一曲為日劇HERO的片尾曲。
- Rodney Jerkins，西洋R&B製作人（曾與唐妮·布蕾斯顿共事），監製了"Time Limit"，並在其中秀了一段RAP。
- 美國製作人Jimmy Jam and Terry Lewis監製了Wait & See ~Risk~和UP-IN-HEAVEN mix版本的Addicted To You。
- "無法言喻的心情"的曲調在先前的"Interlude"（收錄於專輯First Love）中可以找到。當初因時間所迫無法完成全曲，只能作為一段短短的間奏，故這次將它完成了。
- "Hayatochiri"中的"ri"被刪除（該曲收錄在單曲"Wait & See ~Risk~"中），名稱改為"HAYATOCHI-REMIX"。
- "Drama"一開頭的數秒與美國樂團Fuel的Hemorrhage非常相似。
- 同名曲"Distance"之後重新編曲為慢板的"FINAL DISTANCE"，是為紀念附屬池田小學事件中死亡的小女孩。該曲後被收入日本高中音樂教科書。
- 2008年10月，相隔七年半後，"Eternally"一曲重新錄製為"Eternally -Drama Mix-"，並作為劇集Innocent Love的主題曲。

## 話題
本作發行前夕，濱崎步的唱片公司艾迴特意將其精選輯《A BEST》延後發行日，與《Distance》同日於2001年3月28日發行，正面相碰，加以宣傳，使「歌姬對決」的話題大肆蔓延。為此，兩方公司皆重砸預算，火力全開，澀谷街頭完全被這兩張專輯的巨型看板佔領。然而兩方其實皆對此一「競爭」的說法表示反對。
其結果，《Distance》以300.2萬初動創下日本首周最高紀錄，也曾是史上首周全球總銷量最高的唱片，比《A BEST》優勝。唯於2015年被Adele憑專輯《25》 單單在美國售出338萬張、及全球合共賣出超過400萬張取代。《Distance》目前日本國內銷量約為447萬張，為2001年Oricon年度冠軍，也是日本史上銷量第四專輯。 全球銷量方面，《Distance》則為2001年年度全球唱片銷量第10位。
在發行此張專輯後，宇多田單曲加專輯銷量正式突破2000萬張，以18歲2個月年紀，打破1997年安室奈美惠所保持19歲2個月年紀紀錄，成為日本10代歌手中速度最快。

## 曲目
全曲作詞、作曲：宇多田光
（除「Time Limit」與「Drama」是本人與GLAY的TAKURO共同作曲。）
| 曲序 | 曲目                                          | 时长 |
| ---- | --------------------------------------------- | ---- |
| 1.   | Wait & See ~Risk~（，Wait & See ~Risuku~）    | 4:48 |
| 2.   | Can You Keep A Secret?                        | 5:08 |
| 3.   | DISTANCE                                      | 5:30 |
| 4.   | Sunglasses（，Sangurasu）                     | 4:46 |
| 5.   | Drama（，Dorama）                             | 4:36 |
| 6.   | Eternally                                     | 4:45 |
| 7.   | Addicted To You (Up-In-Heaven Mix)            | 5:19 |
| 8.   | For You                                       | 5:22 |
| 9.   | 踹開它!（，Kettobase!）                       | 4:31 |
| 10.  | Parody                                        | 5:25 |
| 11.  | Time Limit（，Taimu Rimitto）                 | 4:55 |
| 12.  | 無法言喻的心情（，Kotoba ni Naranai Kimochi） | 5:03 |
| 13.  | HAYATOCHI-REMIX (Bonus Track)                 | 4:10 |

## 收錄單曲
本專輯所收錄單曲為其歌手生涯至今實體銷量最驚人者。四張皆為冠軍單曲，除了For You/Time Limit約90萬張外，其他全部約在150萬張以上，並居日本史上單曲TOP 100。
| 發行日         | 歌曲                   | 最高排名 | 上榜週數 | 銷量      |
| -------------- | ---------------------- | -------- | -------- | --------- |
| 1999年11月10日 | Addicted To You        | #1       | 16       | 1,784,050 |
| 2000年4月19日  | Wait & See ~Risk~      | #1       | 21       | 1,662,060 |
| 2000年6月30日  | For You/Time Limit     | #1       | 13       | 888,650   |
| 2001年2月16日  | Can You Keep A Secret? | #1       | 11       | 1,484,940 |

## 銷售
Distance - Oricon 銷售榜（日本）
| 公佈日期      | 排行榜            | 最高排名   | 首週銷量  | 總銷量    | 上榜週數 |
| ------------- | ----------------- | ---------- | --------- | --------- | -------- |
| 2001年3月28日 | Oricon 每日銷售榜 | #1         |           |           |          |
| 2001年3月28日 | Oricon 每週銷售榜 | #1 （2週） | 3,002,720 | 4,472,353 | 51       |
| 2001年3月28日 | Oricon 年度銷售榜 | #1         |           |           |          |